# QJ Motor SRK 125s
La QJ Motor SRK 125s est un modèle de moto légère (véhicule de catégorie L3e-A1), de type roadster, du constructeur chinois Qianjiang Motorcycle, accessible aux détenteurs du permis A1 ou B avec la formation de sept heures.

## Description
Elle est commercialisée en France par la SIMA depuis début 2024, est conforme à la norme Euro 5 et est proposée en deux couleurs. Elle embarque un éclairage entièrement à LED, un freinage ABS à deux canaux, un moteur refroidi par liquide délivrant une puissance à la limite permise pour la catégorie des permis A1 (15cv), deux prises USB-A et USB-C, des jantes à bâtons, un écran couleur TFT de 5 pouces complet connectable par Bluetooth à un smartphone, deux leviers réglables. Elle se positionne aux côtés de la Honda CB125R, la Yamaha MT-125, la KTM 125 Duke, la Suzuki GSX-S125, la Kawasaki Z125, la Voge 125 R, la Zontes 125 Roadster R.